# Welwitschie podivná

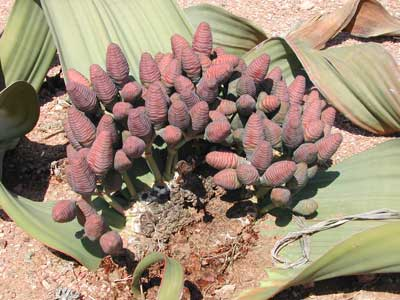
Samičí šištice welwitschie

Welwitschie podivná (Welwitschia mirabilis; také velvičie) je vytrvalá stálezelená rostlina. Je jediným žijícím zástupcem rodu welwitschie i čeledi welwitschiovité. Čeleď přísluší do fylogeneticky velmi prastarého řádu liánovcotvaré, kterému jsou nejblíže příbuzné jehličnany z řádu borovicotvarých. Jedná se o extrémně odolné a dlouhověké rostliny.

## Vznik názvu

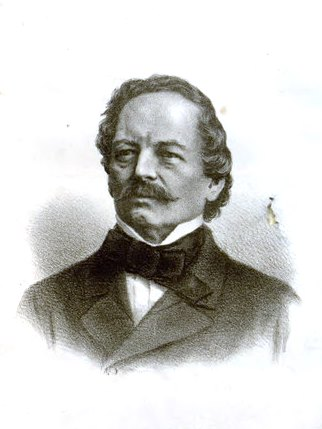
Friedrich Welwitsch

Welwitschia je pojmenovaná po svém objeviteli, jímž byl rakouský průzkumník, botanik, cestovatel a lékař Friedrich Welwitsch (1806–1872), který ji nalezl v roce 1859 při svých výzkumných cestách pro portugalskou vládu po jižní Angole. Welwitsch, v současné slovinštině Velbič, byl po otci, soudě dle jména, slovinského původu. Matka byla Němka. Welwitsch se v roce 1837 zúčastnil kongresu německých přírodovědců a lékařů v Praze a následně krátce působil jako osobní lékař v rodině Trautmannsdorfů na zámku Jemnice na jižní Moravě.

## Rozšíření
Je to endemit Namibské pouště na západním Atlantickém pobřeží Namibie a Angoly v jižní Africe. Rostlina roste výhradně v extrémním pouštním ekosystému. K moři přiléhající část této oblasti se také nazývá pobřeží Koster (Skeleton Coast). Nejvíce jsou welwitschie rozšířené v oblasti Cabo Negro mezi 15 až 16 ° jižní šířky v Angole, rozptýlená populace roste mezi 20 až 24 ° jižní šířky v Namibii. Většina exemplářů není od pobřeží Atlantského oceánu vzdálená více než 80 km. Rostou ve vyschlých řečištích, otevřených pláních i ve svazích a na kopcích, kde je plný sluneční svit po 300 dnů v roce.

## Klimatické podmínky
Podnebí v těchto opuštěných končinách je vskutku nehostinné. V některých létech neprší vůbec, dlouhodobý roční průměr spadu dešťových srážek je zde od 20 mm na pobřeží až po 120 mm ve vnitrozemí (v Praze 550 mm), denní teplota vzduchu zde dosahuje až 50 °C a v noci klesá jen na 7 °C. Nedostatkovou vodu rostliny získávají svými listy z pravidelných mlh, které se cca 300 dnů v roce táhnou v ranních hodinách od pobřeží asi 130 km do vnitrozemí. Vznik těchto mlh a bezdeštného počasí je způsobován střetem studeného vzduchu přicházejícího od oceánu a teplého z pouště, teplá vrstva se drží nahoře a vlhká chladná zasahuje do vnitrozemí. Předpokládá se, že takto si welwitschie snižují deficit dešťových srážek o 50 mm za rok.

## Popis
Welwitschie jsou dvoudomé jednopohlavné vytrvalé rostliny s krátkým stonkem, dlouhým kořenem a se dvěma stále dorůstajícími listy. Při pohledu z dálky vypadají jako nevzhledné, neuspořádané hromádky odpadků.

### Stonek, kořen
Dřevnatý stonek bývá běžně vysoký maximálně do 50 cm, nahoře má vegetační vrchol, který dorůstá do tvaru konkávního disku s vlnitými okraji o průměru výjimečně i přes 1 metr. Vyrůstají z něho brachyblasty nesoucí rozmnožovací orgány uspořádané do šištic. Stonek přirůstá velice pomalu, cca 1 mm za rok, je to ovlivněno místními podmínkami. Někdy je jeho vrchol v úrovni terénu.
Stonek vychází z hluboko sahajícího mohutného kůlovitého kořene, který za silných větrů ukotvuje rostlinu v nestabilní písčité zemině a pomáhá získávat podzemní vodu z hloubky až 18 metrů. Podle Chrise Bornmana však kořen dosahuje jen do hloubky, která se zhruba rovná rozpětí živých listů od špičky po špičku. Kořen může mít u starých exemplářů v průměru i přes 1 metr, vespod je zakončen tenkým, až 3 m dlouhým vlasem. Těsně pod povrchem má kořen široce rozvětvené kořenové vlásečnice, které absorbují vodu listy nashromážděnou z rosy a svedenou do půdy. Horní část kořene slouží jako rezervoár vody.

### Listy
Listy welwitschie jsou nejdelšími listy v rámci žijících nahosemenných rostlin. Po vyklíčení zajišťují dva děložní lístky fotosyntézu po dobu asi 1,5 roku. Až dosáhnou délky 25 až 35 cm, začnou vyrůstat z bazálních meristémů dva pravé listy. Ty na bázi neustále dorůstají a na svých koncích se vlivem přírodního prostředí neustále třepí a odumírají, mnohdy se dělí do několika pruhů a vypadá to, že je listů více. Vypadají jako dvě tenké pokroucené stuhy, jsou ale silně sklerenchymatizované a spíše připomínají dřevo. Svým nahloučením okolo středu rostliny zavlažují kořen zkondenzovanou vodou z rosy, zastiňují půdu v nejbližším okolí, udržují ji vlhkou a chrání ji před větrnou erozí, která je na otevřených pláních obzvláště silná. Uvnitř listů jsou četné, podélně vedené cévy které se různě napojují nebo končí slepě v mezofylu. Povrch listů je opatřen mnoha dýchacími průduchy, až 22 000 na 1 cm². Na rozdíl od většiny pouštních rostlin které mají průduchy pro snížení výparu vody jen na spodní straně odvrácené od slunce, mají je welwitschie na obou stranách. Průduchy zajišťují nejen dýchání (O2 a CO2), ale také pro rostlinu získávají životodárnou vláhu z mlh. Průduchy se při vlhkém vzduchu otvírají a při suchém zavírají, rostliny dýchají jen v noci.
Nejdelší nalezené listy jsou dlouhé 6,2 m (živá i odumřelá část) a široké 1,8 m. Nejvyšší rostlina je vysoká 1,8 m, jiná je zase široká 7,8 m. List roste při dobrých klimatických podmínkách rychlostí 8 až 15 cm za rok, z toho se odvozuje nejdelší věk od 500 do 1000 let. Datování radiouhlíkovou metodou 14C stanovilo max. stáří na 500 až 600 let. Mnohdy uváděná stáří 1500 nebo 2000 let nemají vědecká zdůvodnění.

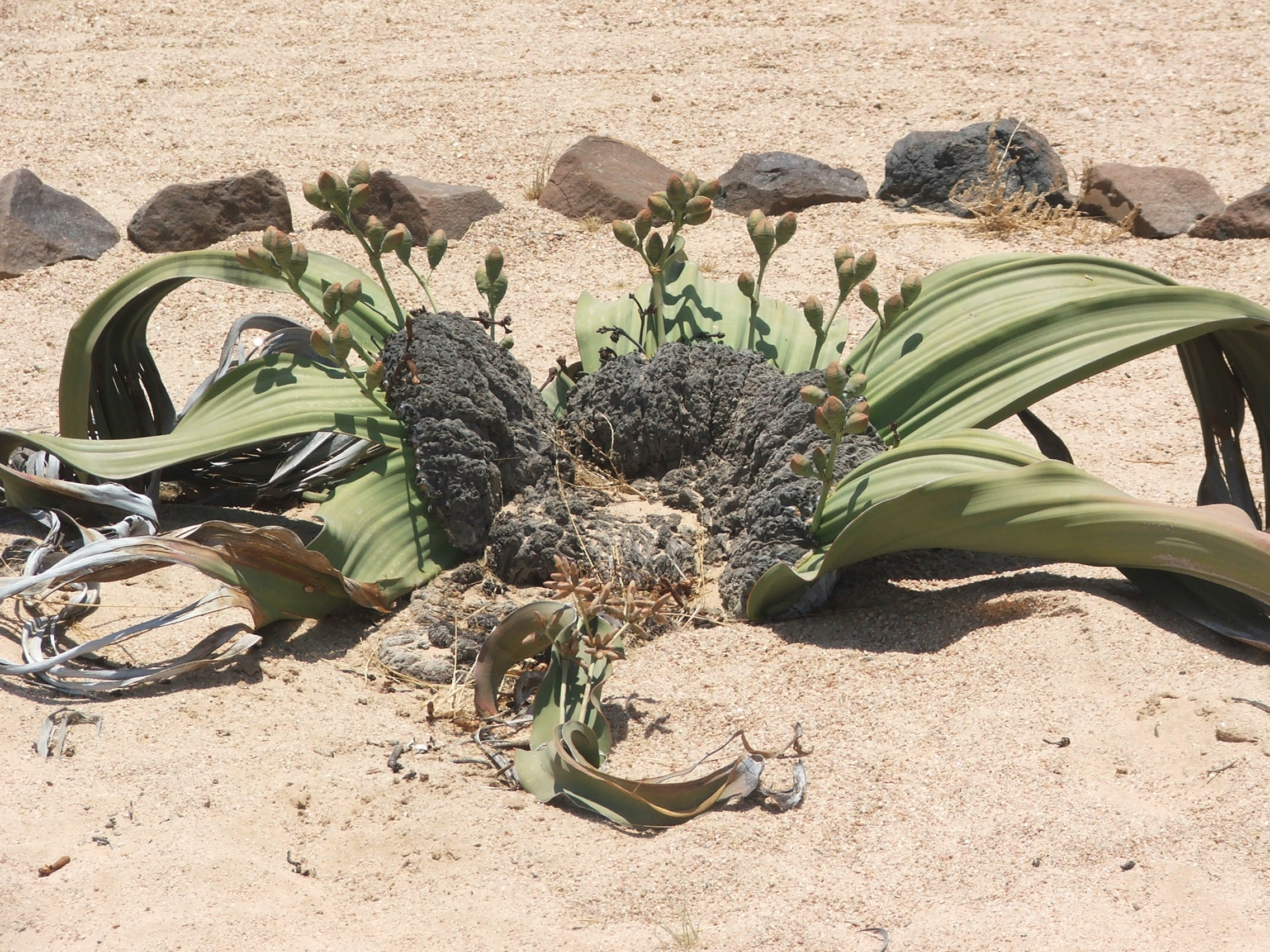
Samičí rostlina
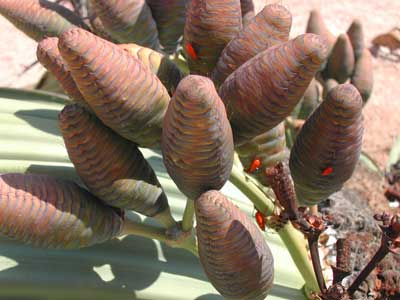
Detail samičích šištic
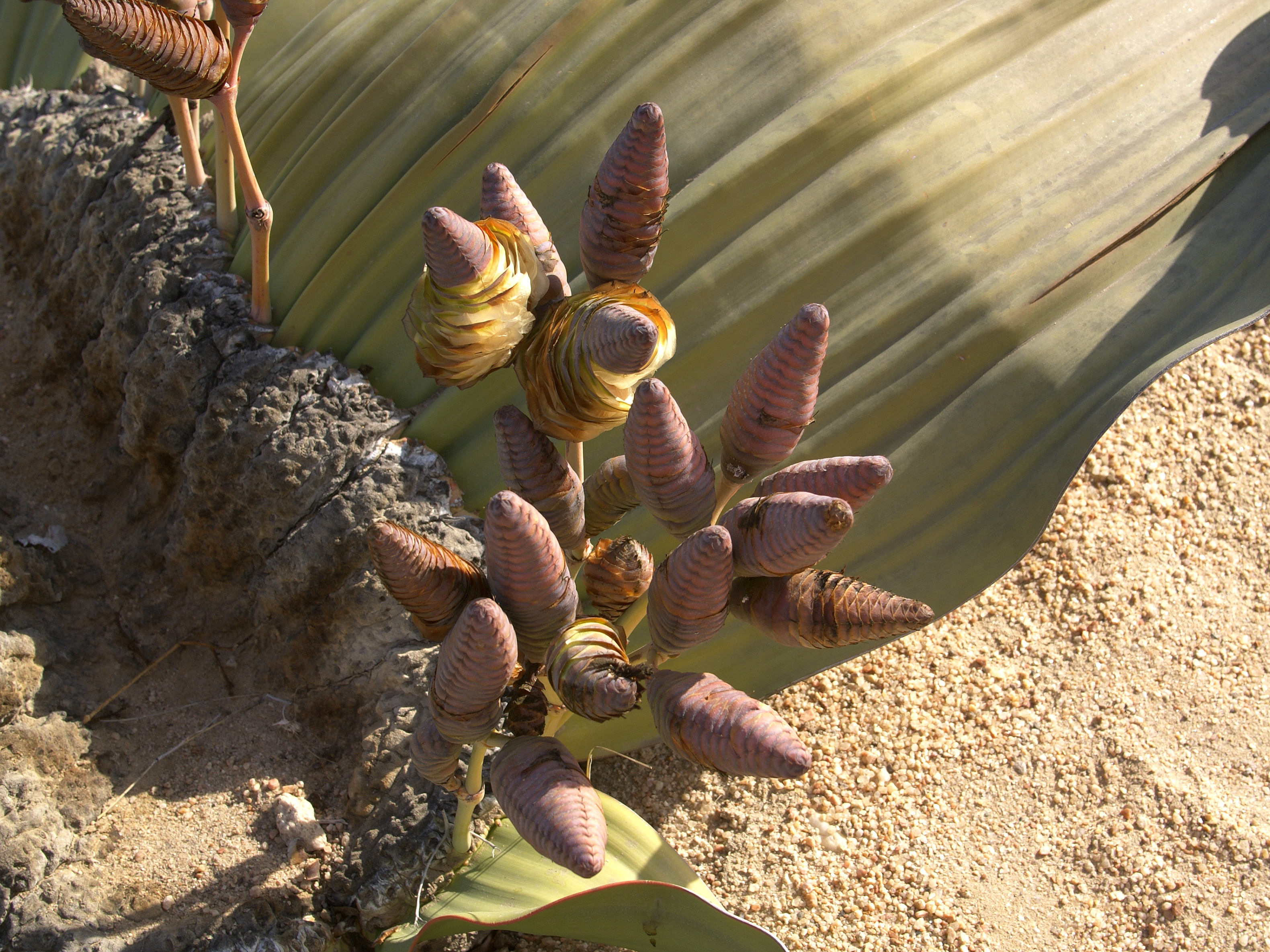
Dozrálé samičí šištice se semeny
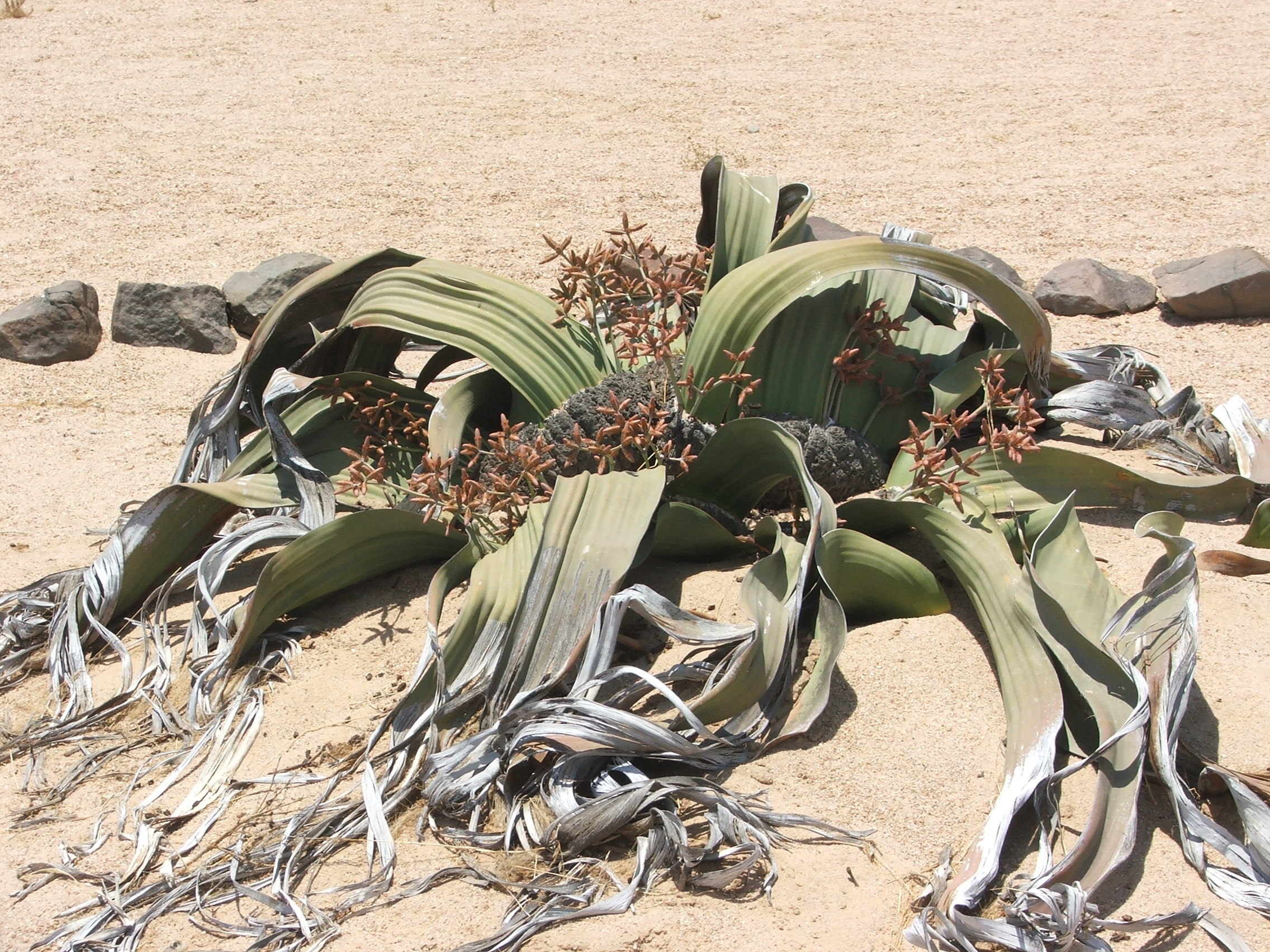
Samčí rostlina
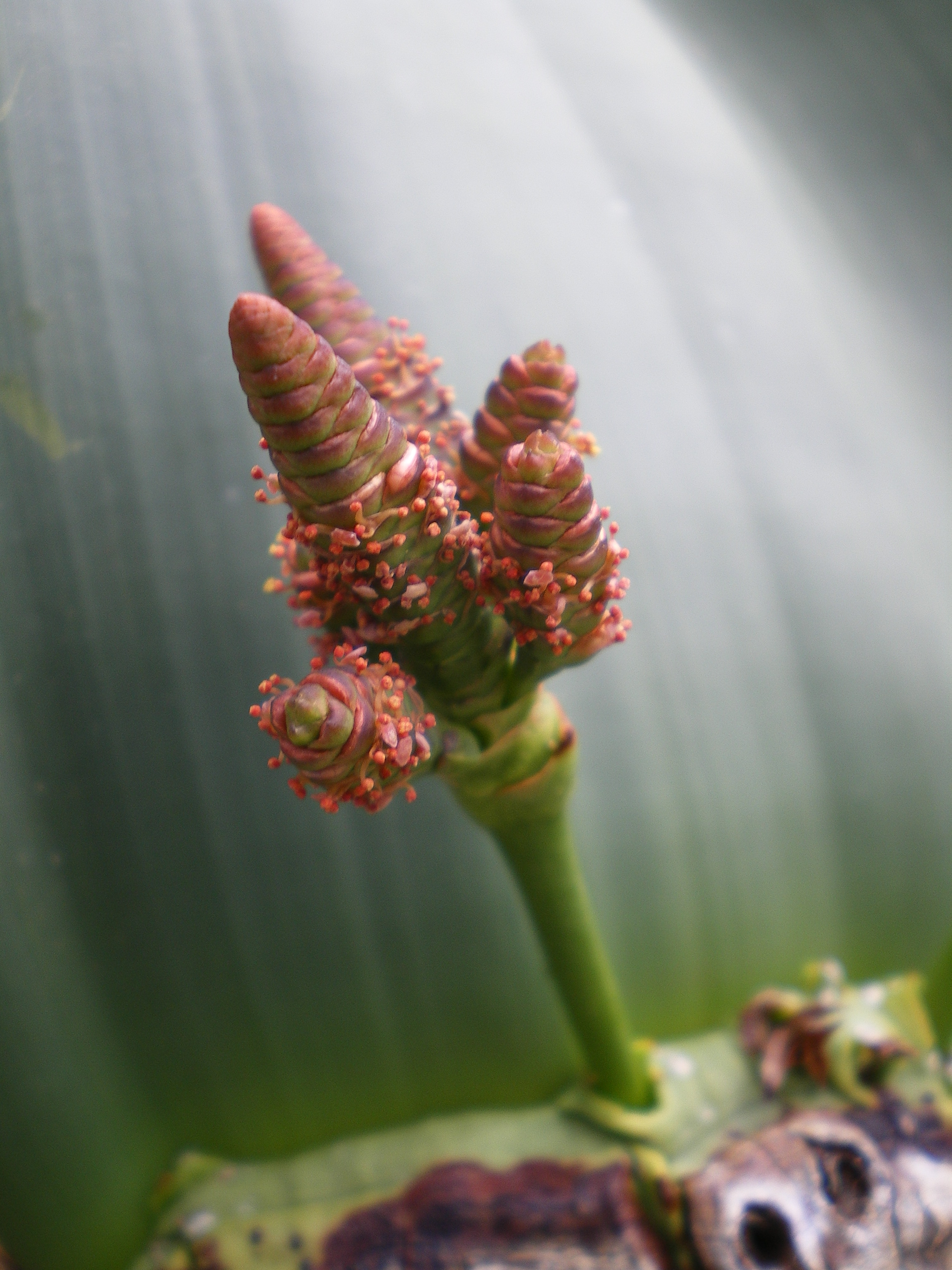
Detail samčích šištic
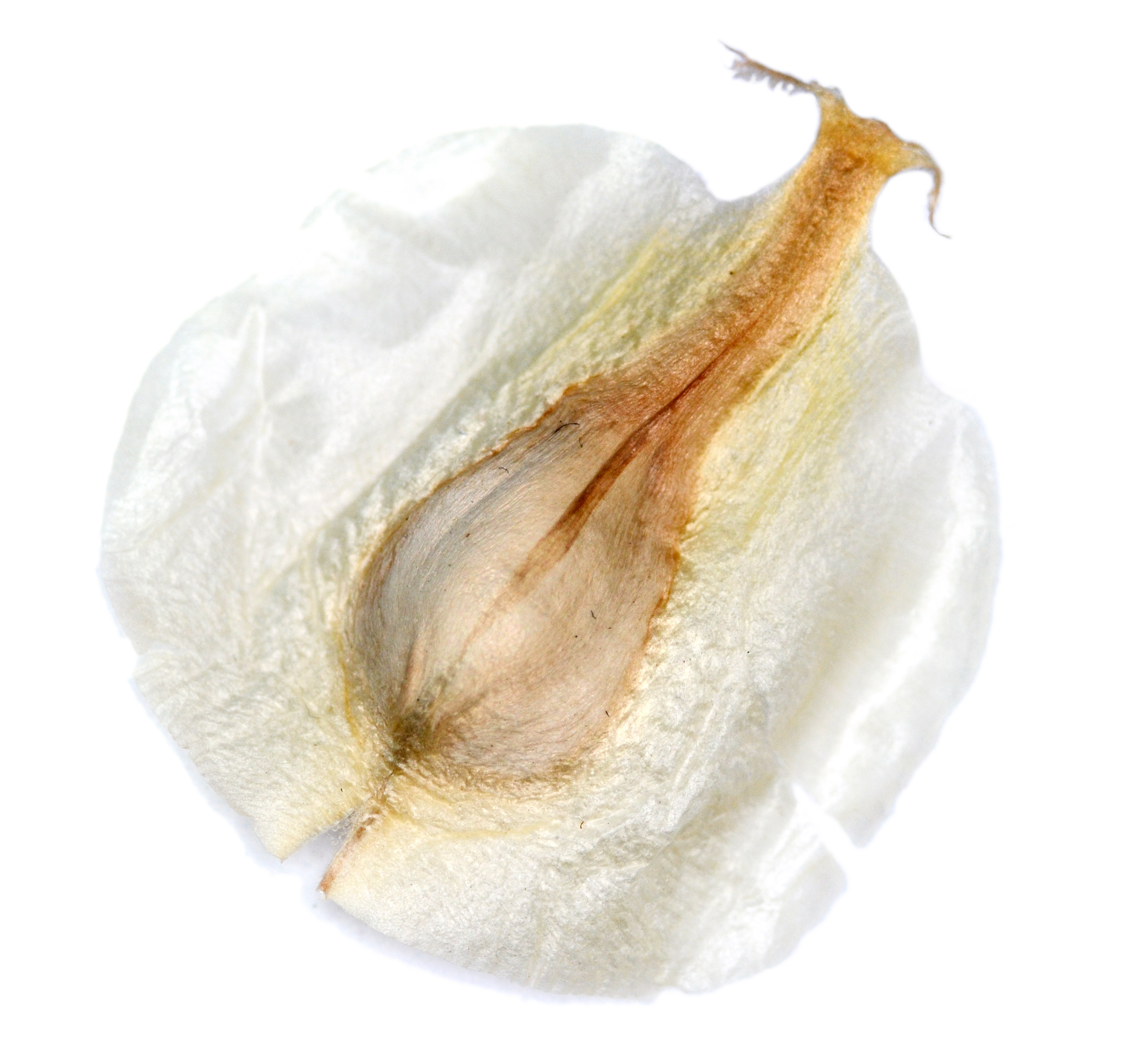
Semeno welwitschie
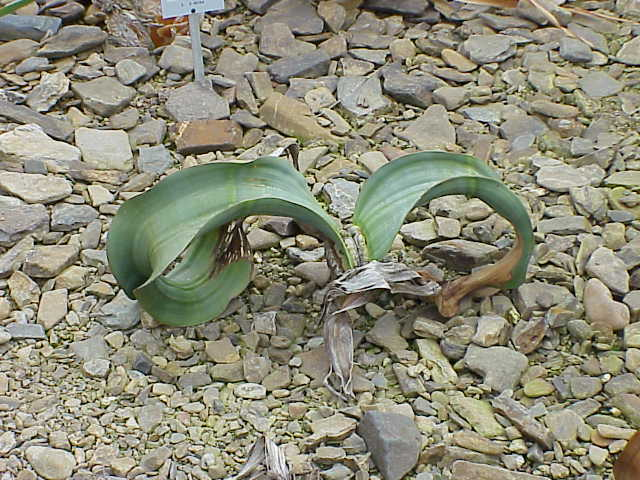
Semenáč welwitschie

### Rozmnožování
Protože welwitschie patří k nahosemenným rostlinám, je jasné, že nemají květ, ten je výsadou krytosemenných. Vajíčka samičích rostlin nejsou zcela holá, bez ochrany, jsou kryta obalem připomínajícím listen (proto této skupině rostlin říkáme také obalosemenné). Pro zjednodušení budeme zde nepřesně nazývat její reprodukční orgány květem a proces vedoucí k oplodnění kvetením. Vlastní kvetení je závislé na teplotě, je aktivováno až při teplotě 38 °C. Nutno připomenout, že jsou to rostliny dvoudomé, jedna welwitschie má samčí a některá jiná samičí květy.
Menší samčí i větší samičí květy jsou tvořeny šišticemi lotosové až zelenomodré barvy a obsahují dostatek sladkého nektaru který obsahuje z 50 % cukry. Samčí šištice má čtyři řady semenných šupin, v jejichž paždí je 6 tyčinek nitkami srostlými k sobě, každá nese na vrcholu tři prašníky. Samčí květy obsahují poměrně málo pylu.
Samičí šištice má také čtyři řady šupin, v paždí každé je po jednom vajíčku se dvěma obaly, z nichž jeden je trubičkovitě protažen a připomíná čnělku v květu krytosemenných rostlin. V době uvolňování pylu se vytváří polinační kapka, která zrychluje vniknutí pylového zrna do vajíčka. Zárodečníky se v gametofytu nevytvářejí. Opylování, tj. přenesení pylu ze samčí rostlin na samičí, zajišťují převážně ploštice (Probergrothius (= Odontopus) sexpunctalis) z čeledi ruměnicovitých a různé vosy, brouci, mouchy i motýli. Takto mohou být navzájem opyleny i rostliny hodně od sebe vzdálené. Květy ve velkém navštěvují mravenci, ti se ale na opylení nepodílejí. Hmyzosnubné opylování je zde zvláštnosti, protože nahosemenné rostliny bývají převážně opylovány větrem.
Při dozrání semen se šištice mění v plodovou semennou šišku. Semena, jen s malým množstvím endospermu, dozrávají ve třech obdobích: v červenci/srpnu, prosinci a květnu/dubnu. Velké welwitschie vytvářejí 60 nebo 100 samičích šištic a mohou vyprodukovat i 10 000 semen, přitom úspěšnost opylení je asi 50 %. Semena jsou zralá asi za 9 měsíců po opylení. Plodová šiška se rozpadá a semena s blanitými křídly, dosahující velikosti 35 × 25 mm, jsou roznášena větrem. Zůstávají životaschopná po mnoho let, vyklíčí jen po déletrvajících deštích. Protože v tamních podmínkách intenzivní déšť přichází někdy i v intervalech desítek let, je v některých oblastech hodně rostlin stejně starých. Mnoho semen, odhaduje se více než 80 %, je během čekání na vyklíčení zničeno rozšířenou plísní kropidlák černý (Aspergillus niger).

## Pěstování

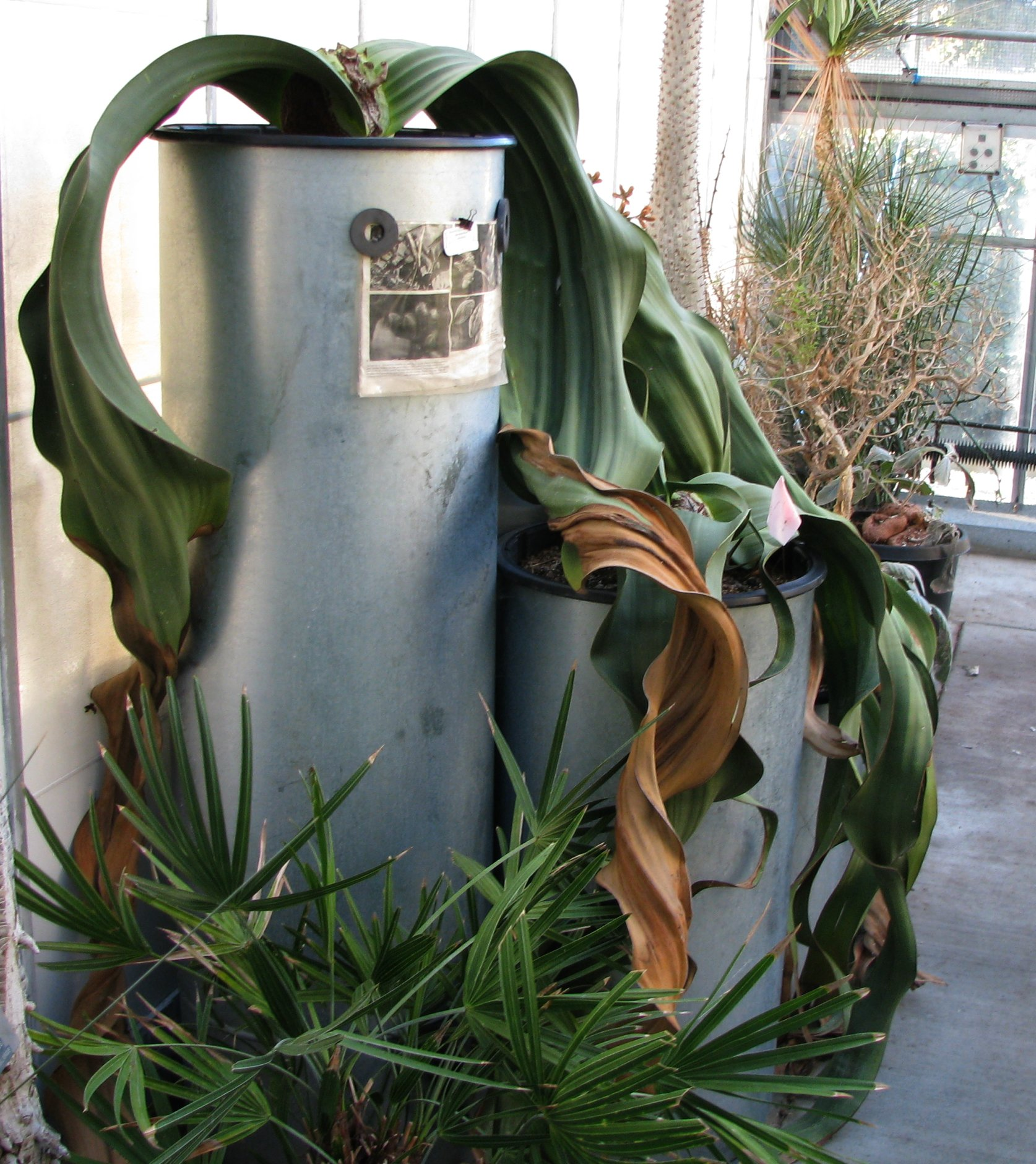
Welwitschie pěstovaná ve skleníku Washingtonské univerzity

Semena welwitschie jsou tvořena vlastním semenem a blanitou slupkou skládající se z okřídlených segmentů. Tento tvar semene umožňuje intenzivním poryvům větru vanoucích touto oblastí rozšiřovat je do širokého okolí. Většina semen má malou šanci na vzklíčení, asi jen 50 % je schopno vyklíčit a asi 80 % bývá infikováno houbovými chorobami, semena také konzumuje hmyz a drobná pouštní zvířata. Předpokládá se, že v přírodě jen 1 % semen vyklíčí a vyvine se z něj zralá rostlina, která má už minimum nepřátel.
Přestože žije a rozmnožuje se welwitschie tak zvláštním způsobem, není příliš náročné ji vypěstovat v domácích podmínkách, semena se nabízejí ke koupi na internetu. Semena zasazena po důkladném navlhčení v propustného substrátu, s velikosti zrn 2 až 5 mm, vypustí děložní lístky již po týdnu. Při dalším pěstování je nutno při zálivce dodržet dvě zásady: zemina nesmí přeschnout (rostlina nemá k dispozici mlhu) a zemina nesmí být přemokřena (rostlina přemokření v poušti nezažívá). Můžeme ji v bytě pěstovat na parapetu okna orientovaného k jihu, vyžaduje co nejvíce slunce. I v ideálním prostředí welwitschie roste velice pomalu, pěstitelské úspěchy jsou málo zřetelné.

## Význam
Přímý užitek z této rostliny mají pouze cestovní kanceláře, hlavně jihoafrické, které k největším exemplářům pořádají nejrůznější druhy zájezdů. Domorodci dříve v době nedostatku potravy pekli v horkém popelu středy samičích rostlin, říkali jim pouštní cibule (herero onyanga). Antilopy a nosorožci při nedostatku vody žvýkají listy a tvrdá vlákna vyplivují.
Přestože ekonomický přínos welwitschie je minimální, zaslouží si tento prastarý raritní endemit, jako každý jiný druh, zůstat zachován na Zemi i pro další lidská pokolení.

## Ohrožení
Roste sice velice pomalu a jen na ohraničeném území, není tam ale vzácná. Nic nenasvědčuje tomu, že welwitschie je ohrožená nebo je dokonce před vyhynutím. Přesto je v Angole i v Namibii chráněna zákonem.

## Evoluce
Welwitschie je jedním ze zázraků evoluce. Původně šlo pravděpodobně o strom rostoucí v pralese. Před miliony lety prales ustoupil a kvůli klimatickým změnám se z této oblasti stala poušť. Welwitschie byla jedinou rostlinou onoho pralesa, která byla schopna se natolik změnit a přizpůsobit, aby novým drsným podmínkám odolala.

## Taxonomie
Někteří odborníci rozlišují dva poddruhy Welwitschie:
- Welwitschia mirabilis Hook. subsp. mirabilis – rostoucí převážně v Angole,
- Welwitschia mirabilis Hook. subsp. namibiana Leuenb.– rostoucí převážně v Namibii.[9]